# Ravishing Grimness
Ravishing Grimness è il settimo album in studio del gruppo musicale black metal norvegese Darkthrone, pubblicato il 7 marzo 1999 dalla Moonfog Productions.

## Il disco
L'album presenta una produzione notevolmente più accurata rispetto ai suoi predecessori, anche se il suono rimane comunque grezzo e poco pulito.
Il design è stato eseguito da Bernt B. Ottem, dalla Moonfog, e da Nocturno Culto, che ha curato anche la registrazione delle voci.
Per quanto riguarda la stesura dei testi, i Darkthrone hanno collaborato con Aldrahn dei DHG e con Fog dei Malign nella traccia numero 2.
Il disco è stato ristampato in varie occasioni, nel 1999 dalla Moonfog come LP blu limitato a 500 copie e come picture disc, nel 2006 negli Stati Uniti da The End Records e dalla Moonfog come vinile rosso, e nel 2010 da Back on Black Records come vinile bianco.

## Tracce
1. Lifeless – 5:42
2. The Beast – 5:30
3. The Claws of Time – 7:03
4. Across the Vacuum – 7:14
5. Ravishing Grimness – 7:26
6. To the Death (Under the King) – 4:45

## Formazione
- Nocturno Culto - chitarra, basso e voce
- Fenriz - batteria